# Charles Joseph Camarda
Charles Joseph Camarda dr. (Queens, New York, 1952. május 8. –) amerikai mérnök, űrhajós.

## Életpálya
1974-ben a Polytechnic Institute of Brooklyn keretében repülőgép üzemmérnöki oklevelet szerzett. A NASA Langley Research Center (Hampton, Virginia) vállaltnál a Space Shuttle hővédelmének felelős mérnöke. 1980-ban a George Washington Egyetemen mérnöki vizsgát tett. 1989-től a National Aero-Space Plane (NASP) program vezetője. 1994-től a Thermal Structures Branch (TSB)  felelős kutatási mérnöke. 1990-ben az Aerospace Engineering Virginia Polytechnic Institute és Állami Egyetemen mérnöki tudományokból doktorált (Ph.D.). Nyolc szabadalommal rendelkezik. 1983-ban az Award Ipari Research Magazine az év legjobb szabadalmai közé választotta a Heat-Pipe hűtött szendvicspanelt.
1996. május 1-től a Lyndon B. Johnson Űrközpontban részesült űrhajóskiképzésben. Egy űrszolgálata alatt összesen 13 napot, 21 órát és 22 percet (333 óra) töltött a világűrben. Űrhajós pályafutását 2006 júniusában fejezte be. A NASA Engineering and Safety Center (NESC) vezető tanácsadója.

## Űrrepülések
STS–114, a Discovery űrrepülőgép 31. repülésének küldetés specialistája. Egy űrszolgálata alatt összesen 13 napot, 21 órát és 22 percet (333 óra) töltött a világűrben. 9 300 000 kilométert (5 800 000 mérföldet) repült, 219 alkalommal kerülte meg a Földet.